# John Sanders
John Sanders (23 november 1933 - 23 december 2003) was een Engels organist, dirigent en componist. Hij was organist van Gloucester Cathedral van 1967 tot 1994 en stond aan het hoofd van het Three Choirs Festival van 1968 tot 1994.
- Bibliothèque nationale de France: cb13941248r (data)
- International Standard Name Identifier: 0000 0000 2151 3041
- Library of Congress Control Number: n79040249
- Nationale Bibliotheek van Letland: 000118279
- MusicBrainz: 81ea58d9-5ac8-4433-a448-ccb00b5b6f24
- Nederlandse Thesaurus van Auteursnamen: 313932379
- Virtual International Authority File: 311270207